# فلسطين (قصة مصورة)
فلسطين (قصة مصورة) عبارة عن قصة مصورة أو مجموعة قصص مصورة على نمط الربيبورتاج للفنان الأمريكي جو ساكو. يعتبر الكتاب الكتاب من أول الكتب في مجال صحافة القصة المصورة. في شتاء سنة 1991 انتقل جو لمدة شهرين إلى إسرائيل والأراضي الفلسطينية المحتلة وقام بعدها بتأليف تسعة محاور تتكون من 300 صفحة وذلك حتى سنة 1995. سنة 1996 كرم بالجائزة الأمريكية للكتاب على عمله.
و قد قام جو في قصصه ورسوماته بتصوير معاناة الفلسطينيين.

## تاريخ النشر
الرواية المصورة الكاملة، التي نشرتها دار نشر كتب فانتاغرافيكس في عام 2001، تجمع تسعة أعداد من كتاب فلسطين المصور لساكو، الذي نشرته دار نشر فانتاغرافيكس من عام 1993 إلى عام 1995؛ تتضمن الطبعة المكونة من مجلد واحد مقدمة بقلم إدوارد سعيد. في عام 1996، أصدرت شركة فانتاغرافيكس مجموعة مكونة من جزأين من السلسلة - فلسطين، أمة محتلة (تجميع فلسطين #1-5) وفلسطين : في قطاع غزة (تجميع الإصدارات #6-9). إصدرت طبعة موسعة في عام 2007.
في عام 2023، في أعقاب استئناف الصراع بين إسرائيل وحماس، نفدت نسخ الكتاب وأعادته دار نشر فانتاغرافيكس إلى النشر على عجل بعد نفاد مخزونها.

## ملخص القصة
وتدور أحداث الكتاب على مدى شهرين في أواخر عام 1991 / أوائل عام 1992، مع لمحات عرضية عن طرد العرب، وبداية الانتفاضة، وحرب الخليج، وأحداث أخرى في الماضي القريب. أمضى ساكو هذا الوقت في لقاء الفلسطينيين في الضفة الغربية وقطاع غزة، ويركز السرد على التفاصيل الدقيقة للحياة اليومية في هذه المناطق.
في فلسطين، يضع ساكو نفسه، عن علم، في صورة الغربي الذي يذهب إلى الشرق الأوسط لمواجهة واقع غير مألوف لجمهوره الأمريكي. لا يخدع ساكو نفسه بالاعتقاد أنه، باعتباره مراقبًا "محايدًا"، يمكنه أن يظل غير مرئي ولا يكون له أي تأثير على الأحداث من حوله. وبدلاً من ذلك، فهو يقبل دوره ويركز على تجربته الشخصية للموقف. ورغم أن هدفه هو توثيق الأحداث وإجراء مقابلات مع الفلسطينيين، إلا أنه يتأثر بواقع الأراضي المحتلة ولا يستطيع إلا المشاركة والتعليق على المظاهرات والجنازات وحواجز الطرق واللقاءات مع الجنود. وفي النهاية، يصبح أكثر نشاطًا حيث يشارك الطعام والسكن مع الفلسطينيين الذين يجري معهم المقابلات، بل ويكسر حظر التجول معهم أثناء وجوده في قطاع غزة.
في الكتاب، يشير ساكو إلى كتابي جوزيف كونراد " تحت العيون الغربية" و"قلب الظلام" و" الاستشراق " لإدوارد سعيد لرسم الروابط بين الوضع الذي يشهده والاستعمار. في نهاية الكتاب، عندما يتحداه إسرائيلي بأنه لم يختبر وجهة نظرهم، يرد بأن وجهة النظر الإسرائيلية هي ما استوعبه طوال حياته، ورغم أن رحلة أخرى ستكون ضرورية لتجربة إسرائيل بشكل كامل، إلا أن هذا ليس سبب وجوده هناك.

## الجوائز
حصلت مجموعة فلسطين المكونة من مجلدين لعام 1996 على جائزة الكتاب الأمريكي لعام 1996 من مؤسسة كولومبوس. في عام 1999، صنفت مجلة الكوميكس مثل فلسطين، التي تنشرها أيضًا فانتاغرافيكس — فلسطين في المرتبة 27 ضمن أفضل 100 قصة مصورة باللغة الإنجليزية في القرن العشرين. حصل الكتاب على جائزة كتاب بديل للألعاب النارية لعام 2002 لأفضل رواية مصورة.

غلاف الكتاب.

## روابط خارجية
- صفحة فانتاغرافيكس
- جو ساكو يتحدث عن الهوامش في غزة وفلسطين - مقابلة في برنامج مشروع الجادة السابعة الإذاعي